# 梅什金沙赫尔吊桥
梅什金沙赫尔吊桥（波斯語：‎英語：）是伊朗西北部阿爾達比勒省梅什金沙赫爾跨过Khiav河的一座人行吊桥，是中东最长的人行吊桥，高80（260英尺），长365（1,198英尺），在2015年建立。